# クリス・ルイス
クリス・ルイス（Chris Lewis, 1957年3月9日 - ）は、ニュージーランド・オークランド出身の元男子プロテニス選手。
1983年のウィンブルドン男子シングルス準優勝者。シングルス自己最高ランキングは19位。ATPツアーでシングルス3勝、ダブルス8勝を挙げた。身長180cm、体重70kg、右利き。

## 経歴
クリス・ルイスは1977年から男子テニス国別対抗戦・デビスカップのニュージーランド代表選手となり、彼の時代にニュージーランド・チームはデ杯で最高水準の成績を出した。当時のニュージーランドは、デ杯の「東洋ゾーン」（Eastern Zone）に所属していた。（現在の名称は「アジア・オセアニア・ゾーン」“Asia / Oceania Zone”となっている。）ニュージーランドは1980年まで「東洋ゾーン」決勝でオーストラリア・チームの厚い壁にぶつかっていたが、1981年から世界最上位の16ヶ国による「ワールドグループ」に昇格する。1982年にニュージーランドは国の最高成績を出し、ワールドグループ準決勝に勝ち進んだが、ヤニック・ノアやアンリ・ルコントなどの強豪選手を擁するフランス・チームに「2勝3敗」で敗れた。1983年のデ杯ワールドグループでは、ニュージーランドは準々決勝でスウェーデンに敗れている。しかし、1984年のワールドグループ1回戦で敗退したニュージーランドは「ワールドグループ・プレーオフ」でもエクアドル・チームに敗れたため、1985年は「東洋ゾーン」に後退する。ルイスの引退後は、ニュージーランド・チームは全盛時代の輝きを失い、現在は「アジア・オセアニア・ゾーン」の下位グループにいる。
ルイスがウィンブルドン男子シングルス決勝に進出した1983年は、デビスカップでニュージーランドが「ワールドグループ」で上位争いに加わっていた最盛期の時期にあたる。ルイスは決勝戦で、4年連続のウィンブルドン決勝進出となった世界ランキング1位のジョン・マッケンローに挑戦したが、王者の前に全く歯が立たず 2-6, 2-6, 2-6 のストレートで敗れて準優勝に終わり、ニュージーランドのテニス選手としてアンソニー・ワイルディング（1883年 - 1915年）以来のウィンブルドン優勝はならなかった。
ルイスの他の4大大会シングルス成績は、全豪オープン・全仏オープン・全米オープンのいずれも3回戦止まりに終わっている。男子ダブルスでは全米オープン以外の3大会でベスト8に進出した。
クリス・ルイスは1985年のシーズンを最後に男子テニスツアー大会を退き、全豪オープン2回戦敗退が最後のトーナメント参戦になった。彼の現役最後の試合は、1986年3月7日-9日にかけて故郷のオークランドで行われたデビスカップ・ワールドグループ1回戦だった。ニュージーランドはオーストラリアに1勝4敗で敗れ、ルイスはシングルス2試合でピーター・マクナマラとポール・マクナミーの両選手にストレート負けした。ルイスの引退と同時に、ニュージーランドのデ杯での黄金時代も幕を閉じた。